# شنت (الکتریکی)
در الکترونیک، شنت وسیله‌ای است که برای جریان الکتریکی مسیری با مقاومت کم ایجاد می‌کند تا به آن اجازه دهد جریان از نقطه دیگری در مدار عبور کند. سرچشمه اصطلاح در فعل «شنت» به معنای دورشدن یا دنبال‌کردن مسیری متفاوت است. در بیشتر جاها شنت را معادل موازی‌کردن هم می‌گیرند.

## شنت‌کردن یک اندازه‌گیر اما سری به مدار وصل‌شده

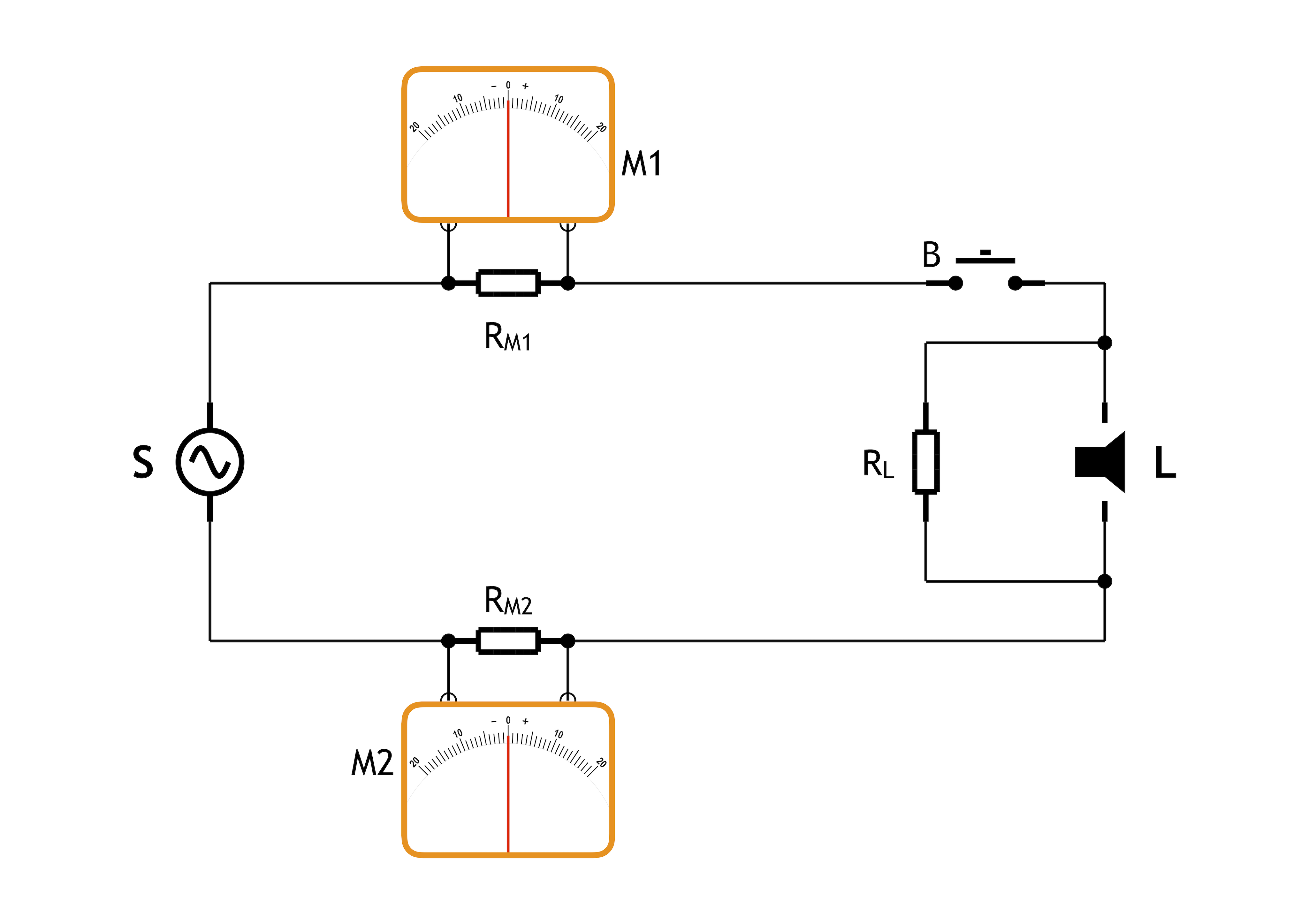
منبع توان با ولت‌متر و شنت به علاوه بار با بار شنت

این شکل نشان می‌دهد که اصطلاح «مقاومت شنت» باید در متن چگونه، درک شود.
در این مثال مقاومت RL به عنوان «مقاومت شنت» (به بار L) قابل درک است، زیرا این مقاومت، مقداری از جریان بار L را عبور می‌دهد. RL به موازی با بار L وصل‌شده‌است.
با این حال، مقاومت‌های سری RM1 و RM2 مقاومت کم اهم‌اند (مانند عکس) به معنای، عبور مقداری از جریان ولت‌متر M1 و M2 هستند و به عنوان مقاومت شنت در برابر این ولت‌مترها عمل می‌کنند. RM1 و RM2 موازی با M1 و M2 به هم وصل‌شده‌اند. اگر بدون این ولت‌مترها دیده شود، این دو مقاومت در این مدار مقاومت‌های سری در نظر گرفته می‌شوند.

## استفاده در اندازه‌گیری جریان

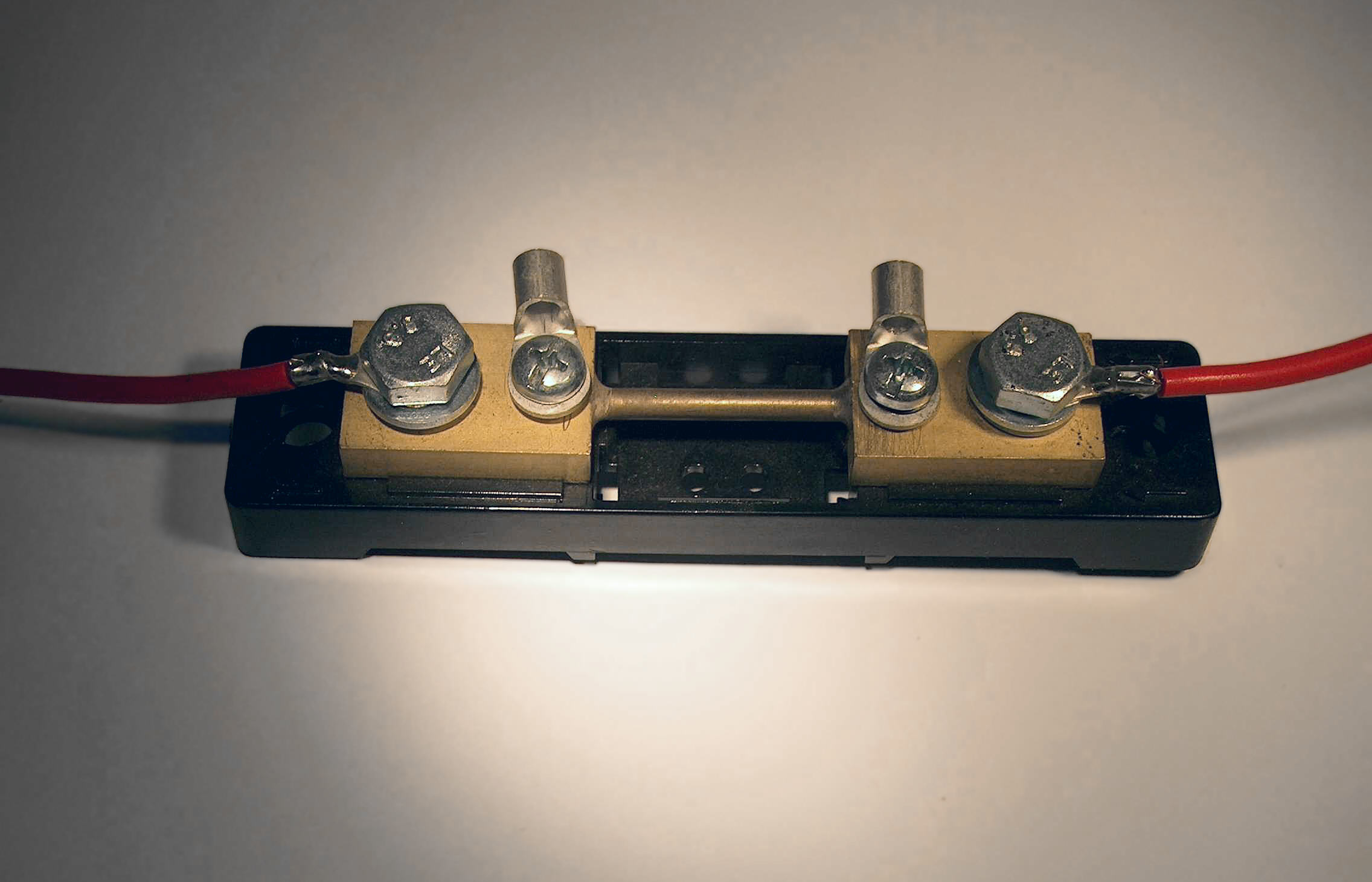
یک مقاومت شنت ۵۰ آمپری، با ارائه امکانحسگری چهار-پایانه‌ای

یک شنت آمپرسنج اجازه می‌دهد تا اندازه‌گیری مقادیر جریان خیلی بزرگ به‌طور مستقیم توسط یک آمپرسنج اندازه‌گیری شود. در این مورد، شنت جداگانه، یک مقاومت بسیار کم اما مقاومتی دقیق شناخته‌شده، موازی با ولت‌متر قرار می‌گیرد، به طوری که تقریباً تمام جریانی که باید اندازه‌گیری شود از طریق شنت جریان می‌یابد (مقاومت داخلی ولت‌متر، بخش کمی جریان از آن می‌گذرد که ناچیز است). این مقاومت به گونه‌ای انتخاب می‌شود که افت ولتاژ حاصل قابل اندازه‌گیری باشد اما به اندازه کافی کم است که مدار را مختل نکند. ولتاژ موجود در دوسر شنت متناسب با جریان جاری در آن است و بنابراین ولتاژ اندازه‌گیری‌شده رامی‌توان مقیاس‌بندی کرد تا مستقیماً مقدار جریان را نشان‌دهد.